# Olympische Sommerspiele 2008/Leichtathletik – 1500 m (Frauen)

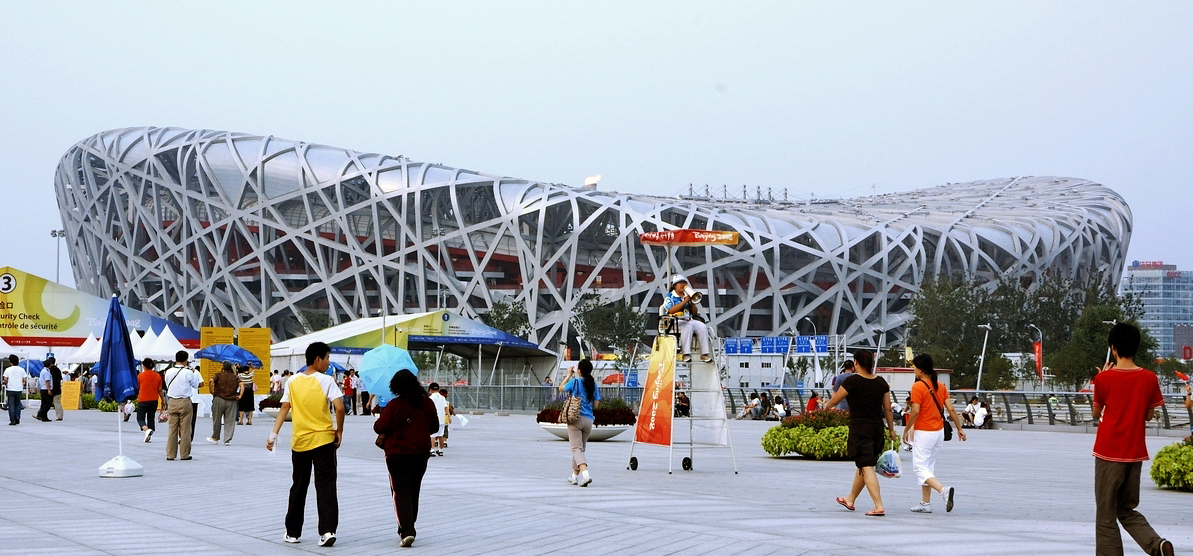
Das Vogelnest – Olympiastadion von Peking

Der 1500-Meter-Lauf bei den Olympischen Spielen 2008 in Peking wurde vom 21. bis 23. August 2008 im Nationalstadion ausgetragen. 33 Athletinnen nahmen daran teil.
Olympiasiegerin wurde die Kenianerin Nancy Jebet Langat, Die weiteren Medaillen gingen an Athletinnen aus der Ukraine. Silber gewann Iryna Lischtschynska, Natalija Tobias errang Bronze.

## Aktuelle Titelträgerinnen
| Olympiasiegerin 2004                      | Kelly Holmes ( Großbritannien)        | 3:57,90 min | Athen 2004          |
| Weltmeisterin 2007                        | Maryam Yusuf Jamal ( Bahrain)         | 3:58,75 min | Ōsaka 2007          |
| Europameisterin 2006                      | Tatjana Tomaschowa ( Russland)        | 3:56,91 min | Göteborg 2006       |
| Panamerikanische Meisterin 2007           | Juliana Paula dos Santos ( Brasilien) | 4:13,36 min | Rio de Janeiro 2007 |
| Zentralamerika- und Karibikmeisterin 2008 | Rosibel García ( Kolumbien)           | 4:24,62 min | Cali 2008           |
| Südamerikameisterin 2007                  | Rosibel García ( Kolumbien)           | 4:20,46 min | São Paulo 2007      |
| Asienmeisterin 2007                       | Sinimole Paulose ( Indien)            | 4:25,67 min | Amman 2007          |
| Afrikameisterin 2008                      | Gelete Burka ( Äthiopien)             | 4:08,25 min | Addis Abeba 2008    |
| Ozeanienmeisterin 2008                    | Salome Dell ( Papua-Neuguinea)        | 4:40,39 min | Saipan 2008         |

## Rekorde

### Bestehende Rekorde
| Weltrekord         | 3:50,46 min | Qu Yunxia ( Volksrepublik China) | Peking, Volksrepublik China | 11. September 1993 |
| Olympischer Rekord | 3:53,96 min | Paula Ivan ( Rumänien)           | Finale OS Seoul, Südkorea   | 1. Oktober 1988    |

Alle Rennen hier in Peking waren ausgerichtet auf ein schnelles Finish in der Endphase. So wurde der bestehende olympische Rekord auch bei diesen Spielen nicht erreicht. Die kenianische Olympiasiegerin Nancy Jebet Langat verfehlte den Rekord im schnellsten Rennen, dem Finale, mit ihren 4:00,23 min um 6,27 Sekunden. Zum Weltrekord fehlten ihr 9,77 Sekunden.

### Rekordverbesserung
Es wurde ein Landesrekord aufgestellt:

5:05,76 min – Domingas Ogna (Guinea-Bissau), zweiter Vorlauf am 21. August

## Vorrunde
Es fanden drei Vorläufe statt. Die jeweils drei ersten eines jeden Laufs (hellblau unterlegt) sowie weitere drei nachfolgende zeitschnellste Athletinnen (hellgrün unterlegt) qualifizierten sich für das Finale.

### Vorlauf 1

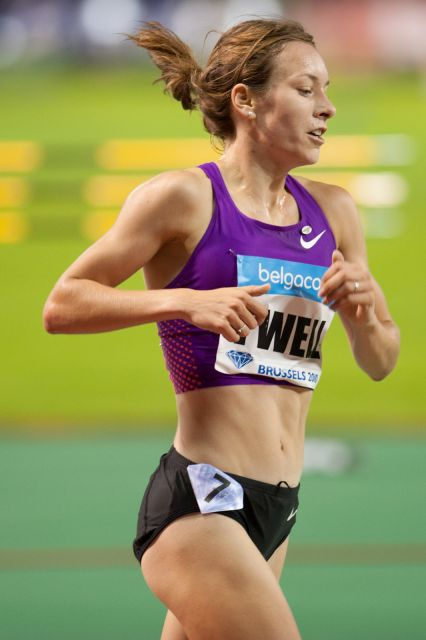
Stephanie Twell – ausgeschieden als Sechste des ersten Vorlaufs
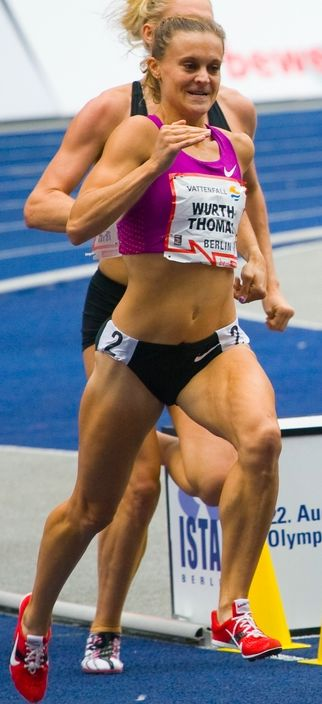
Christin Wurth-Thomas – ausgeschieden als Achte des ersten Vorlaufs
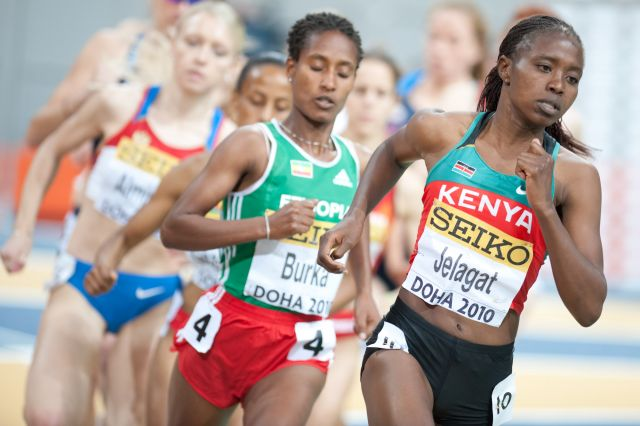
Irene Jelagat – ausgeschieden als Neunte des ersten Vorlaufs

21. August 2008, 19:00 Uhr
| Platz | Name                   | Nation         | Zeit        | Anmerkung |
| ----- | ---------------------- | -------------- | ----------- | --------- |
| 1     | Maryam Yusuf Jamal     | Bahrain        | 4:05,14 min |           |
| 2     | Natalia Rodríguez      | Spanien        | 4:05,30 min |           |
| 3     | Siham Hilali           | Marokko        | 4:05,36 min |           |
| 4     | Hanna Mischtschenko    | Ukraine        | 4:06,61 min | PB        |
| 5     | Sarah Jamieson         | Australien     | 4:06,64 min |           |
| 6     | Stephanie Twell        | Großbritannien | 4:06,68 min |           |
| 7     | Anna Jakubczak-Pawelec | Polen          | 4:07,33 min |           |
| 8     | Christin Wurth-Thomas  | USA            | 4:09,70 min |           |
| 9     | Irene Jelagat          | Kenia          | 4:09,92 min |           |
| 10    | Konstadina Efedaki     | Griechenland   | 4:15,02 min |           |
| 11    | Nahida Touhami         | Algerien       | 4:18,99 min |           |

### Vorlauf 2
21. August 2008, 19:09 Uhr
| Platz | Name                  | Nation         | Zeit        | Anmerkung |
| ----- | --------------------- | -------------- | ----------- | --------- |
| 1     | Iryna Lischtschynska  | Ukraine        | 4:13,60 min |           |
| 2     | Iris Fuentes-Pila     | Spanien        | 4:14,10 min |           |
| 3     | Btissam Lakhouad      | Marokko        | 4:14,34 min |           |
| 4     | Susan Scott           | Großbritannien | 4:14,66 min |           |
| 5     | Viola Jelagat Kibiwot | Kenia          | 4:15,62 min |           |
| 6     | Gelete Burka          | Äthiopien      | 4:15,77 min |           |
| 7     | Agnes Samaria         | Namibia        | 4:15,80 min |           |
| 8     | Erin Donohue          | USA            | 4:16,05 min |           |
| 9     | Lisa Corrigan         | Australien     | 4:16,32 min |           |
| 10    | Lidia Chojecka        | Polen          | 4:19,57 min |           |
| 11    | Domingas Ogna         | Guinea-Bissau  | 5:05,76 min | NR        |

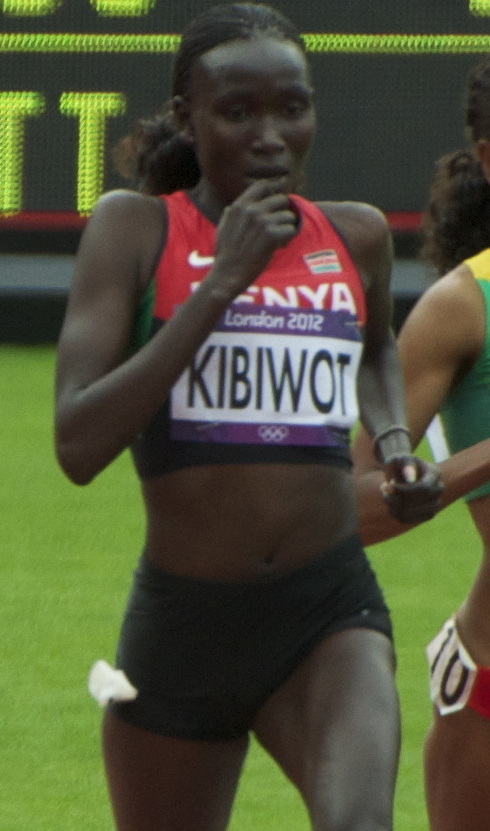
Viola Jelagat Kibiwot – ausgeschieden als Fünfte des zweiten Vorlaufs

Weitere im zweiten Vorlauf ausgeschiedene Läuferinnen:

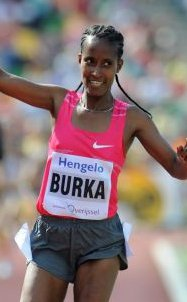
Gelete Burka – Rang sechs
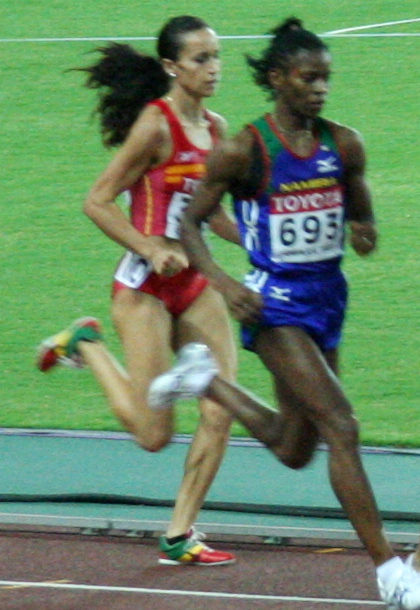
Agnes Samaria (rechts) – Rang, sieben
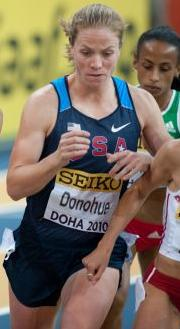
Erin Donohue – Rang acht
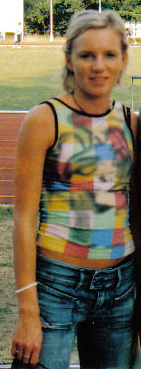
Lidia Chojecka – Rang elf

### Vorlauf 3

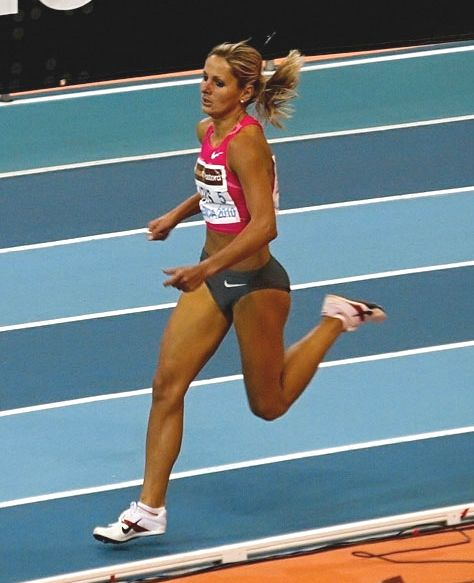
Sylwia Ejdys – ausgeschieden als Sechste des dritten Vorlaufs
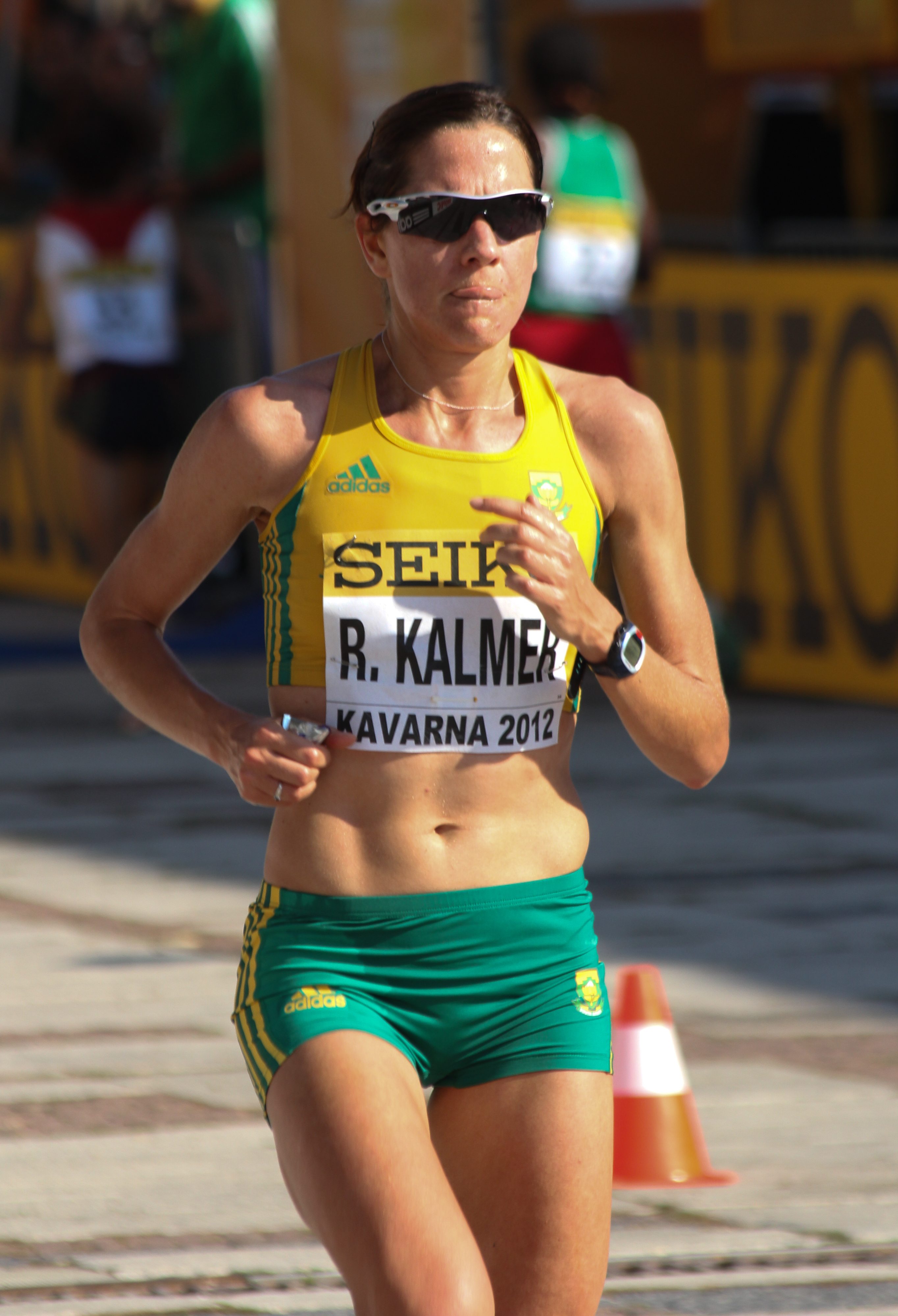
René Kalmer – ausgeschieden als Siebte des dritten Vorlaufs
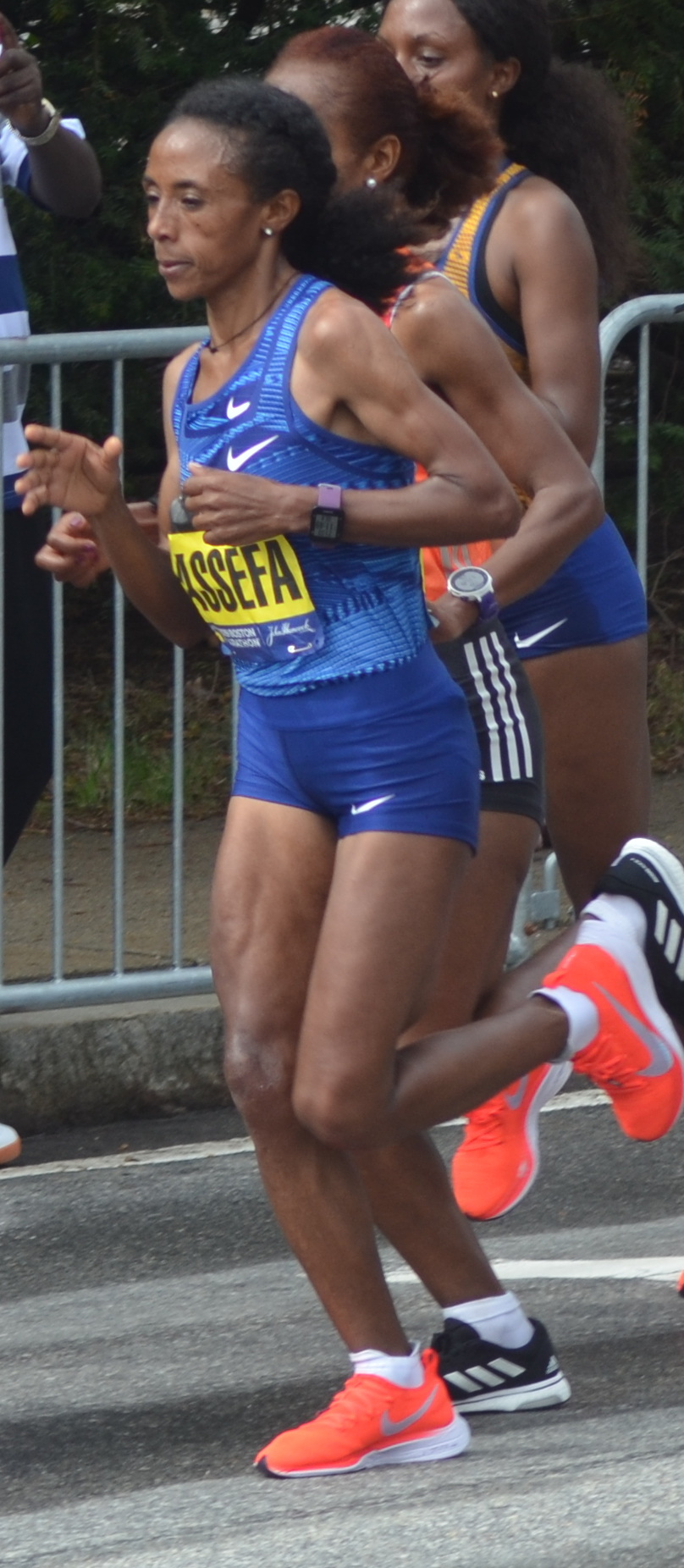
Meskerem Assefa – ausgeschieden als Zehnte des dritten Vorlaufs

21. August 2008, 19:18 Uhr
| Platz | Name               | Nation              | Zeit        | Anmerkung |
| ----- | ------------------ | ------------------- | ----------- | --------- |
| 1     | Nancy Jebet Langat | Kenia               | 4:03,02 min |           |
| 2     | Natalija Tobias    | Ukraine             | 4:03,19 min |           |
| 3     | Lisa Dobriskey     | Großbritannien      | 4:03,22 min | PB        |
| 4     | Shannon Rowbury    | USA                 | 4:03,89 min |           |
| 5     | Anna Alminowa      | Russland            | 4:04,66 min |           |
| 6     | Sylwia Ejdys       | Polen               | 4:08,37 min |           |
| 7     | René Kalmer        | Südafrika           | 4:08,41 min |           |
| 8     | Sonja Roman        | Slowenien           | 4:08,52 min |           |
| 9     | Liu Qing           | Volksrepublik China | 4:09,27 min |           |
| 10    | Meskerem Assefa    | Äthiopien           | 4:10,04 min |           |
| 11    | Bouchra Chaâbi     | Marokko             | 4:19,89 min |           |

## Finale
- Olympiasiegerin Nancy Jebet Langat
(hier an zweiter Stelle liegend
beim ISTAF 2009 in Berlin)

23. August 2008, 19:50 Uhr
| Platz | Name                 | Nation         | Zeit        | Anmerkung |
| ----- | -------------------- | -------------- | ----------- | --------- |
| 1     | Nancy Jebet Langat   | Kenia          | 4:00,23 min | PB        |
| 2     | Iryna Lischtschynska | Ukraine        | 4:01,63 min |           |
| 3     | Natalija Tobias      | Ukraine        | 4:01,78 min | PB        |
| 4     | Lisa Dobriskey       | Großbritannien | 4:02,10 min | PB        |
| 5     | Maryam Yusuf Jamal   | Bahrain        | 4:02,71 min |           |
| 6     | Natalia Rodríguez    | Spanien        | 4:03,19 min |           |
| 7     | Shannon Rowbury      | USA            | 4:03,58 min |           |
| 8     | Iris Fuentes-Pila    | Spanien        | 4:04,86 min |           |
| 9     | Hanna Mischtschenko  | Ukraine        | 4:05,13 min | PB        |
| 10    | Siham Hilali         | Marokko        | 4:05,57 min |           |
| 11    | Anna Alminowa        | Russland       | 4:06,99 min |           |
| 12    | Btissam Lakhouad     | Marokko        | 4:07,25 min |           |

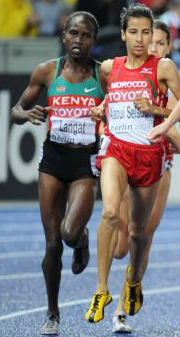
Olympiasiegerin Nancy Jebet Langat (hier an zweiter Stelle liegend beim ISTAF 2009 in Berlin)

Favoritinnen waren vor allem die amtierende Weltmeisterin Maryam Yusuf Jamal aus Bahrain und die ukrainische Vizeweltmeisterin Iryna Lischtschynska. Weitere Kandidatinnen für die Medaillen und vordere Platzierungen waren die beiden Kenianerinnen Viola Jelagat Kibiwot als WM-Fünfte und Nancy Jebet Langat, die sehr gute Leistungen bei wichtigen Sportveranstaltungen der Olympiasaison gezeigt hatte.
Im Finale traten drei Vertreterinnen aus der Ukraine, zwei Spanierinnen sowie je eine Läuferin aus Bahrain, Großbritannien, Kenia, Marokko, Russland, Spanien und den Vereinigten Staaten an.
Das Tempo im Endlauf war anfangs nicht besonders hoch. Die Russin Anna Alminowa und Jamal führten das Feld wechselweise an. Die Durchgangszeit für die ersten vierhundert Meter betrug 1:05,90 min. Auch in der zweiten Runde zeigte sich ein ähnliches Bild. Mit 1:07,80 min war das Rennen noch ein bisschen langsamer geworden. Auf den dritten vierhundert Metern zog die nun wieder führende Jamal das Tempo leicht an – Rundenzeit 1:02,71 min. Jetzt wurde es allerdings deutlich schneller. Zweite war Langat vor der Lischtschynska. Dahinter tat sich zum Rest des Feldes bereits eine kleine Lücke auf.
Jamal und Langat kämpften nun auf der Gegengeraden um die Spitze, sie hatten sich von der Konkurrenz abgesetzt. Die Kenianerin, die sich aus jeglicher Führungsarbeit herausgehalten hatte, spurtete fast mühelos nach vorn. Zu Beginn der Zielgeraden führte sie deutlich vor Jamal, mit einigen Metern Abstand folgten die beiden Ukrainerinnen Lischtschynska und Natalija Tobias. Nancy Jebet Langat vergrößerte auf den letzten hundert Metern ihren Vorsprung immer weiter und wurde Olympiasiegerin. Die Weltmeisterin dagegen konnte ihr Tempo nicht mehr halten. Iryna Lischtschynska (Silber), Natalija Tobias (Bronze) und auch die Britin Lisa Dobriskey (Rang vier) zogen an ihr vorbei. Maryam Yusuf Jamal belegte den fünften Platz vor der Spanierin Natalia Rodríguez.
Nancy Jebet Langat gewann die erste Goldmedaille für Kenia im 1500-Meter-Lauf der Frauen.

Die Medaillen der Ukrainerinnen Iryna Lischtschynska und Natalija Tobias waren die ersten für ihr Land in dieser Disziplin.

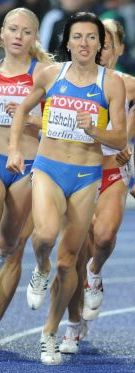
Silbermedaille für Iryna Lischtschynska (hier in einem Rennen des Jahres 2009 in führender Position)
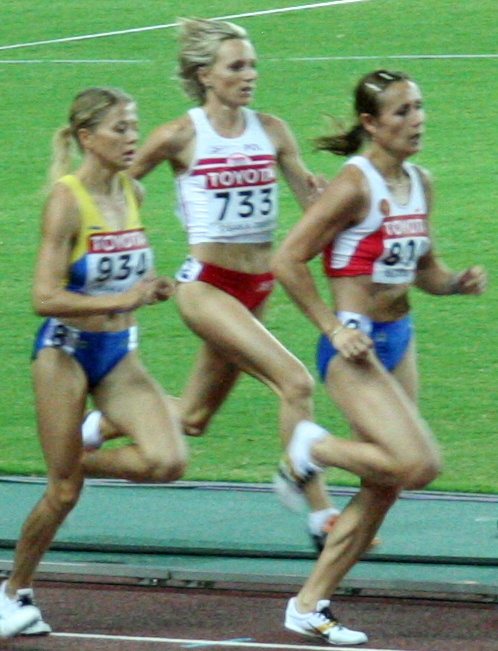
Bronzemedaillengewinnerin Natalija Tobias (Foto: an dritter Stelle legend bei den Weltmeisterschaften 2007)
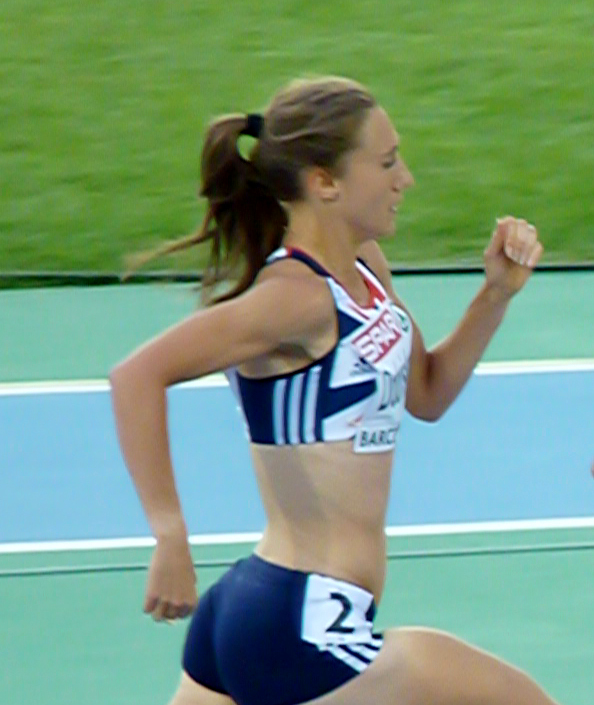
Lisa Dobriskey erreichte Platz vier
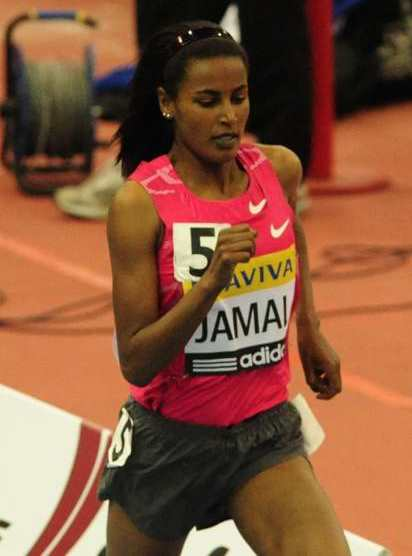
Platz fünf für Maryam Yusuf Jamal
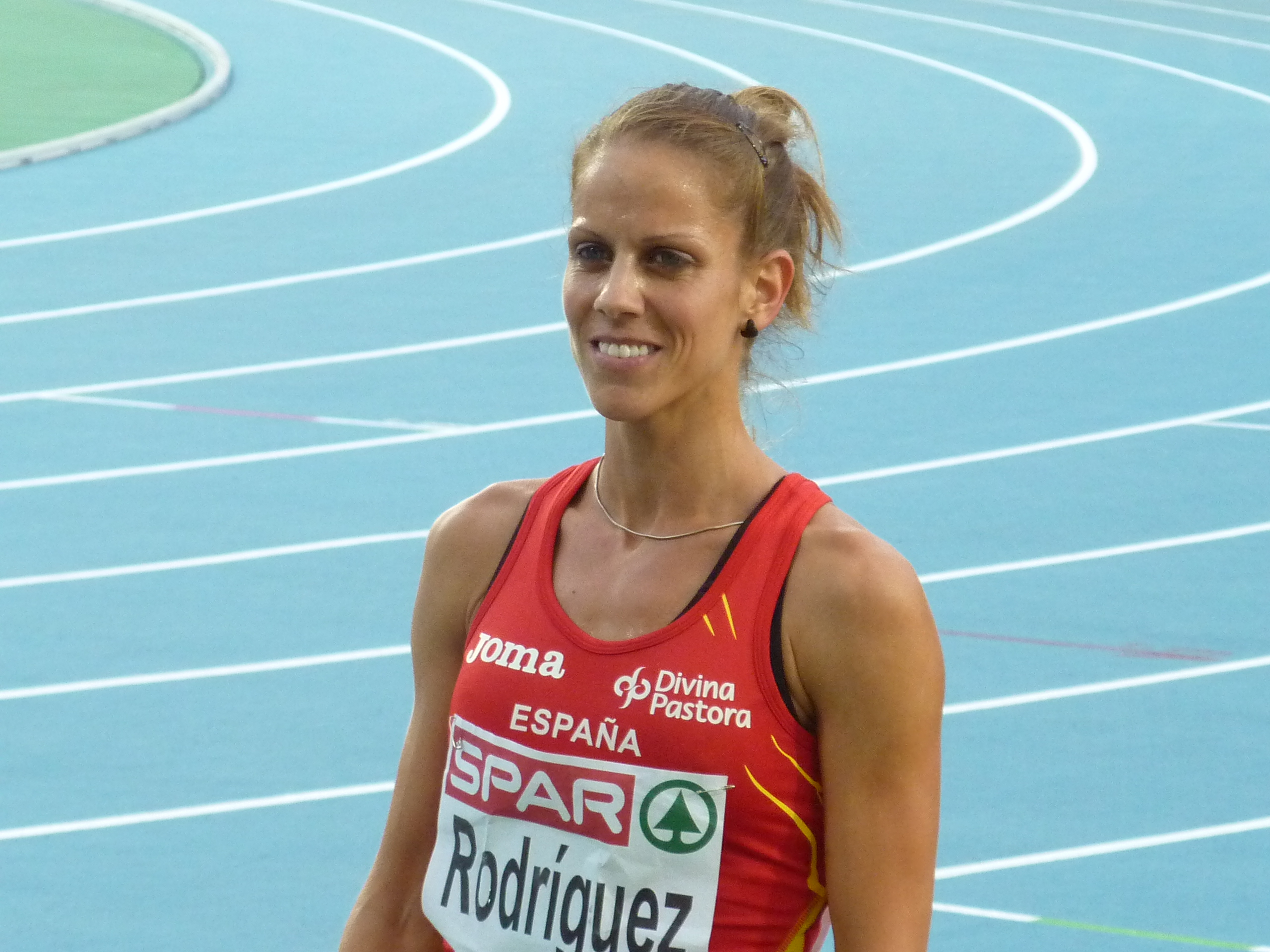
Die sechstplatzierte Natalia Rodríguez
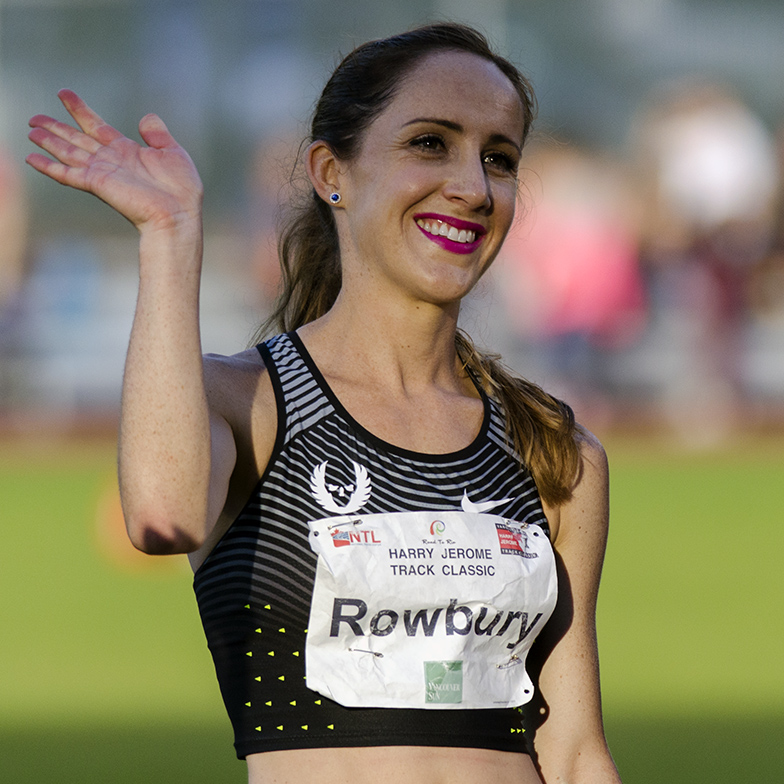
Shannon Rowbury USA wurde Sebte
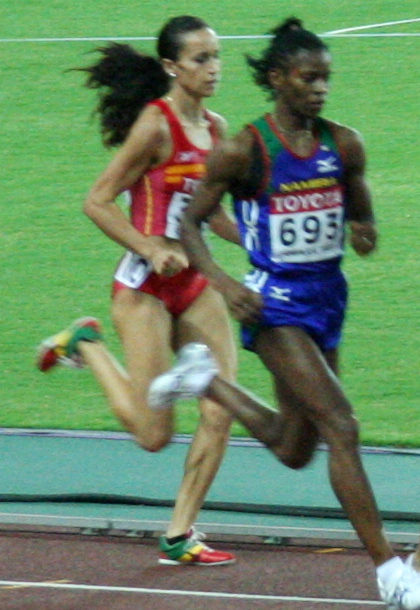
Iris Fuentes-Pila (rotes Trikot, bei den Weltmeisterschaften 2007) kam auf den achten Platz
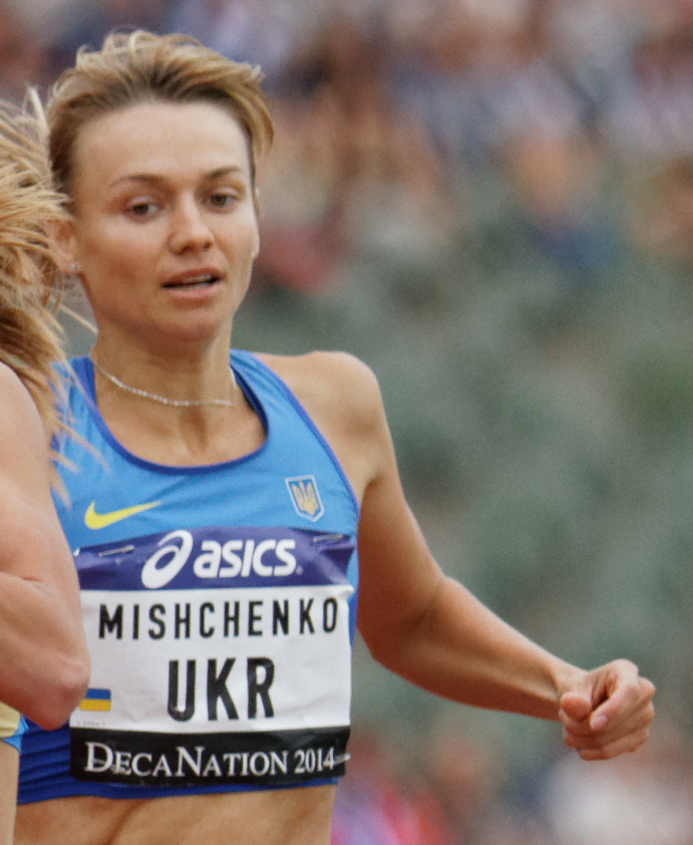
Anna Mischtschenko belegte Rang neun
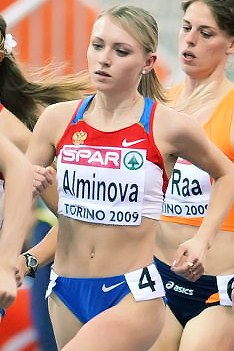
Die Olympiaelfte Anna Alminowa
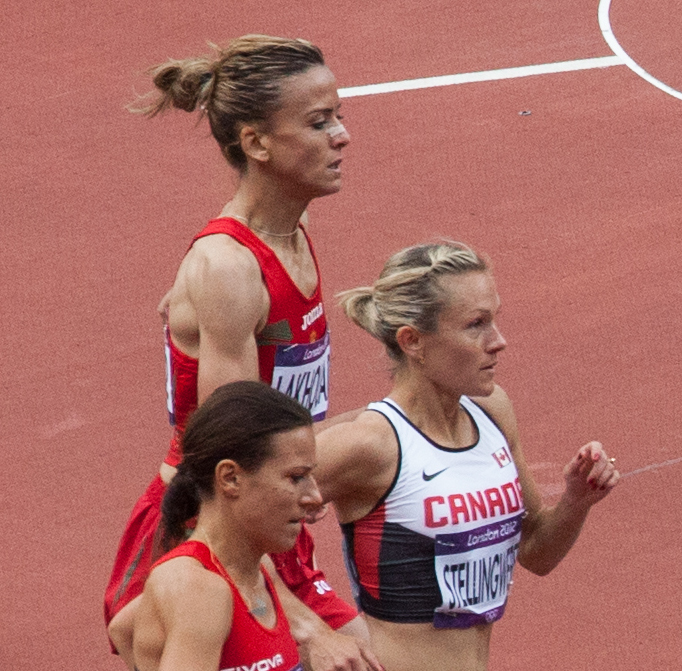
Btissam Lakhouad (im Vordergrund bei den Spielen 2012) – Rang zwölf

## Videolinks
- Olympic 1500m final Beijing 2008, youtube.com, abgerufen am 13. März 2022
- Athletics - Women's 1500M - Final - Beijing 2008 Summer Olympic Games, youtube.com, abgerufen am 22. Juni 2018